# Bonjour, печале!
Bonjour, печале! (фр. Bonjour Tristesse) — роман Франсуази Саган, що вийшов 1954 року, коли авторці було лише 18 років й відразу став сенсацією. Назва походить від вірша Поля Елюара «À peine défigurée», який починається рядками Привіт, печале/Прощай, печале... (фр. «Adieu tristesse/Bonjour tristesse...»). Англомовна екранізація роману режисера Отто Премінґера вийшла 1958 року.

## Короткий зміст
17-річна Сесіль проводить літо на віллі на французькій Рив'єрі зі своїм батьком Реймондом і його теперішньою коханкою, молодою, поверховою, модною Ельзою, яка добре ладнає з Сесіль. Реймонд — привабливий, практичний, аморальний чоловік, який виправдовує свою звичку до постійних любовних інтриг, цитуючи Оскара Вайльда: «Гріх — це єдина нотка яскравого кольору, яка зберігається в сучасному світі». Сесіль каже: «Я вірила, що зможу на цьому побудувати своє життя», і сприймає їхній розслаблений спосіб життя як ідеал привілейованого становища. Однією з його переваг для Сесіль є те, що її батька, який не має інтелектуальних зацікавлень, не хвилює, вчиться вона чи ні. Ще однією є те, що він дає їй свободу займатися власними інтересами, виходячи з припущення, що вона буде цікавою прикрасою його улюблених поверхневих світських зібрань. На сусідній віллі живе молодий хлопець років 20, Сіріл, з яким у Сесіль перше інтимне кохання.
Їхній спокійний відпочинок порушує прибуття Енн, яку неуважно запросив Реймонд. Культурна, принципова, розумна, працьовита жінка, Реймондова однолітка, яка була подругою його покійної дружини, Енн вважає себе у певному сенсі хрещеною матір’ю Сесіль. Усі три жінки претендують на увагу Реймонда; віддалена, загадкова Енн незабаром стає коханкою Реймонда, а наступного ранку оголошує про їхні заручини. Ельза виїжджає, і тоді Енн намагається взяти на себе виховання Сесіль. Вона каже Сесіль припинити зустрічатися з Сірілом і повернутися до підручників. Сесіль жахає ця загроза її розкішному життю у ролі батькової улюблениці, особливо тому, що Енн стає єдиним об'єктом зацікавлення Реймонда. Вона складає план, щоб запобігти шлюбу, але, попри це, відчуває сумніви щодо своїх інтриг.
Щоб викликати ревнощі у Реймонда, Сесіль влаштовує так, щоб Ельза й Сіріл удавали пару та з’являлися разом у певні моменти. Коли Реймонд передбачувано починає ревнувати молодшого Сіріла, він відновлює залицяння до Ельзи. Але Сесіль неправильно оцінила чутливість Енн. Після того, як жінка побачила Реймонда та Ельзу разом у лісі, коли Реймонд зчищав голочки хвої з костюма, вона у сльозах їде, а її автомобіль падає зі скелі, очевидно, сталося самогубство.
Сесіль і її батько повертаються до порожнього, безцільного життя, яке вели до того, як Енн порушила їхнє літо, і замислюються над впливом, який вона мала на їхні життя. Сесіль живе зі знанням, що її маніпуляції призвели до смерті Енн, і тужить за літом, яке вони провели разом.

## Персонажі
- Сесіль, багата і байдужа сімнадцятирічна дівчина
- Реймонд, її батько середнього віку, знаний  гуляка та ловелас
- Ельза, остання коханка Реймонда на початку роману
- Енн, давня подруга матері Сесіль, яка наставляла Сесіль після того, як дівчина покинула католицьку школу-інтернат
- Сиріл, юнак, який живе неподалік від будинку, який Реймонд орендує на літо

## Прийняття
Перший короткий огляд англійського перекладу Айрін Еш (Джон Мюррей, 1955) у The Times від 19 травня 1955 року описує його як «Незвичайну маленьку вигадку... написану 19-річною дівчиною з Дордоні... гарний прояв передчасної зрілості». Рецензент у журналі The Spectator того ж числа сказав: «Bonjour, печале!, яка здобула неабияку популярність завдяки темі та віку авторки, є вульгарною, сумною маленькою книжкою».

## Переклад на українську мову
Книжка вийшла українською мовою у видавництві «Рідна мова». Перекладачі — 	Віктор Омельченко, Ярема Кравець.

## Постановки за романом
- Німецько-американський режисер Отто Премінґер виступив продюсером і зняв екранізацію книжки через свою кінокомпанію Wheel Productions. Стрічка Bonjour Tristesse вийшла на екрани 1958 року, а головні ролі зіграли Жан Себерг, Дебора Керр і Девід Нівен[4].
- Канадський дарк-ембіент- гурт Soufferance створив концептуальний мініальбом, натхненний цією книгою, у 2011 році.  EP Bonjour Tristesse містить одну пісню тривалістю 17 хвилин[5]. Наступний концептуальний альбом Adieu Tristesse вийшов через рік й також містив елементи з роману[6]
- Французький художник Фредерік Ребена адаптував Bonjour, печале! у графічний роман, а NBM Publishing планує випустити англійську версію 2025 року[7].